# John Quincy Adams
John Quincy Adams (Braintree, actualment Quincy, Massachusetts, 11 de juliol de 1767 - Washington DC, 23 de febrer de 1848), fou president dels Estats Units del 1825 al 1829.

## Biografia
Era fill del president John Adams. Es graduà en lleis per la Universitat Harvard el 1790. L'any següent va entrar al col·legi d'advocats i va començar a treballar a Boston. Posteriorment s'especialitzà en la carrera diplomàtica i fou ambaixador a la Haia i a Berlín fins al 1800, senador (1803-08) i ambaixador a Sant Petersburg (1809-11) i a Londres (1815-17). El president James Monroe el nomenà secretari d'estat (1817-25) i esdevingué el teòric de la seva famosa doctrina internacional (doctrina Monroe, sota el lema Amèrica per als americans).
L'adquisició de Florida pel Tractat Adams-Onís amb Espanya (1819) i de Louisiana i ensems el reconeixement de la independència de les antigues colònies espanyoles (aconseguida el 1822) foren els fruits del seu intransigent panamericanisme. El Democratic Party el portà a la presidència dels EUA del 1825 al 1829. Durant tota la seva gestió política fou un decidit abolicionista partidari del retorn dels afroamericans cap a l'Àfrica. El senat se li oposà, i ell es retirà a les seves terres el 1829, bé que del 1831 fins a la seva mort ocupà sempre un lloc a la cambra de representants.

## Àrees protegides
- Parc Històric Nacional dels Adams[1]